# Giovanni Alfonso Borelli
Giovanni Alfonso Borelli (Napoli, 28 gennaio 1608 – Roma, 31 dicembre 1679) è stato un matematico, astronomo, fisiologo e filosofo italiano.
Borelli fu studioso poliedrico, promulgatore delle dottrine galileiane ed ebbe il merito di applicare il metodo matematico ai problemi di carattere biologico. Fu socio dell'Accademia del cimento e maestro di Marcello Malpighi e di Lorenzo Bellini.

## Biografia

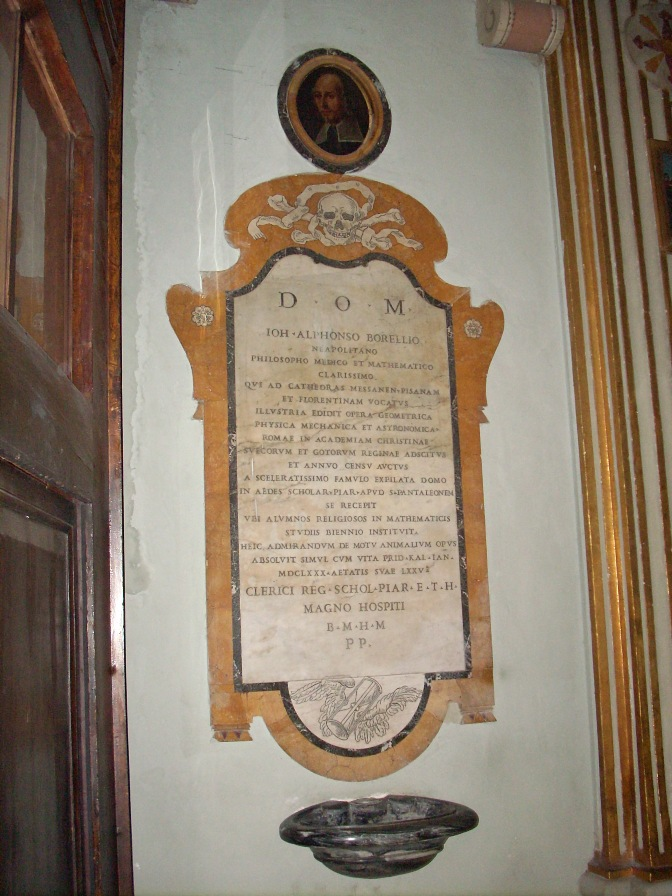
Monumento funerario di Giovanni Alfonso Borelli.

Alcuni studiosi ritengono che sia nato tra il 1598 e il 1599 da donna santagatina (Motta Sant'Agata di Reggio Calabria). La ricostruzione della sua biografia si basa sull'epistolario che Borelli ha tenuto con Vincenzo Viviani, Alessandro Marchetti (suo discepolo all'Università di Pisa), Antonio Magliabechi e Marcello Malpighi. Malpighi introdurrà anche delle informazioni riguardanti Borelli nella sua autobiografia. Grazie a questi riferimenti è possibile affermare che Giovanni Alfonso Borelli nacque il 28 gennaio 1608 e fu battezzato con il nome di Giovanni Francesco Antonio. Il padre di Borelli, Miguel Alonzo, secondo il contributo dei personaggi prima menzionati, era un semplice soldato di fanteria del presidio spagnolo distaccato al Castel Nuovo di Napoli, mentre la madre era una umile popolana.
Circa i suoi natali è inoltre insistita una maldicenza forse priva di fondatezza che ne attribuiva la paternità a Tommaso Campanella, a quel tempo esiliato al Castel Nuovo di Napoli. Anche l'origine napoletana è stata messa in discussione, in particolare è stata ipotizzata la nascita di Borelli a Messina, che potrebbe però essere la città natale del fratello minore. Nel 1614 il padre di Borelli, Alonzo, fu processato, forse per aver favorito la fuga del Campanella, e fu condannato alla pena capitale, che gli fu poi commutata nell'esilio a Roma. Questo ultimo sarà il luogo dove Borelli effettuerà i suoi studi diventando anche allievo di Benedetto Castelli. Borelli insegnò matematica prima a Messina nel 1649 e poi a Pisa nel 1656 dove fondò l'Accademia degli Investigandi. Nel 1674 si ritirò a Roma dove visse sotto la protezione di Cristina di Svezia e dove fondò nel 1677 l'Accademia dell'Esperienza conosciuta anche come Accademia di Fisica-Matematica. Sempre a Roma incontra Vitale Giordano di cui diventa amico.

### Roma (1614-1635)
Circa la data del trasferimento a Roma di Borelli ci sono dei dubbi. Secondo Francesco Puccinotti Borelli si sarebbe trasferito non nel 1614, ma più tardi, ovvero successivamente al conseguimento della laurea in medicina. Anche su questa laurea sono stati espressi dei dubbi, ma la si deve credere quasi certa se si considera la competenza che Borelli dimostra nelle sue opere mediche; è da considerare anche che nell'ultimo periodo della sua vita divenne medico della regina Cristina di Svezia.
A Roma frequentò le lezioni di idrodinamica dell'abate Benedetto Castelli. Castelli godeva di una notevole fama e fu certamente in quell'occasione che Borelli cominciò ad appassionarsi alla fisica e, in particolare, alla meccanica classica. Chiaramente questo periodo fu decisivo per il suo indirizzo culturale in quanto gli permise di elaborare quella metodologia di pensiero grazie alla quale lascerà impresso il suo nome nella storia. Borelli infatti utilizza l'applicazione della matematica della meccanica e del metodo sperimentale, proprio della scuola galileiana, per risolvere i problemi biologici.

### Messina (1635-1656)
Nel 1635 Borelli fu chiamato dal senato accademico dell'Università di Messina, grazie in parte alla raccomandazione del Castelli, al fine di occupare la nuova lettura de matematiche. L'Università di Messina lo tenne in gran conto e gli fornì i mezzi per viaggiare e mettersi in contatto con i professori delle altre università. Grazie al suo lavoro, nel 1646, Borelli pubblicò la risoluzione di alcuni problemi geometrici di Pietro Emanuele Nel 1647-1648, scoppiò una epidemia in Sicilia che diede l'occasione a Borelli di scrivere la sua prima opera da medico. L'opera intitolata cagioni delle febbri maligne in Sicilia negli anni 1647-1648 venne pubblicata/ripubblicata a Cosenza nel 1649 in omaggio all'amico Tommaso Cornelio. La precisione con la quale Borelli trattò questo problema confermano ulteriormente che egli già in precedenza aveva raggiunto notevoli conoscenze mediche.

### Pisa (1656-1667)
Nella primavera del 1656 Borelli lasciò Messina al fine di occupare la cattedra di matematica all'Università di Pisa, conferitagli dal Granduca Ferdinando II. Il 19 marzo dello stesso anno tenne la sua prima lezione pisana ma con scarso successo. Non passò molto tempo però che quegli stessi allievi dovettero ricredersi sulle qualità del maestro. Tra i suoi più illustri discepoli, merita di essere citato Alessandro Marchetti.
Il soggiorno pisano si rivelò di grandissima importanza al fine di plasmare l'orientamento scientifico di Borelli, che già alla scuola del Castelli si era andato rafforzando.
Per sottolineare l'importanza del soggiorno pisano è giusto considerare che il territorio di Pisa ha visto passare i più illustri medici del tempo: Andrea Vesalio nel 1543, Realdo Colombo nel 1546, Andrea Cesalpino nel 1581, Galileo Galilei infine che era stato a Pisa per conseguire il titolo di dottorato, ma poi finì per insegnare matematica. Sebbene tra i medici appena nominati Galileo possa sembrare estraneo al loro campo non bisogna escluderlo del tutto. La tradizione galileiana infatti traeva nuove risorse grazie alla fondazione dell'Accademia del Cimento che ha costituito un evento di notevole importanza per l'evoluzione del progresso scientifico. Della suddetta accademia fecero parte: Vincenzo Viviani, Carlo Roberto Dati, Alessandro Segni, Francesco Redi, Evangelista Torricelli, Antonio Oliva (di Reggio Calabria), Giovanni Alfonso Borelli. Il motto di questa accademia era: provando e riprovando, ancora conosciuto ai giorni nostri. Con l'accademia del Cimento viene dato credito al metodo sperimentale galileiano in contrapposizione al principio di autorità del metodo aristotelico. Borelli diede un contributo notevole a ogni importante esperienza dell'accademia. Giovanni Targioni Tozzetti si riferisce a lui come uno dei maggiori luminari dell'accademia.
Nel 1658 Borelli pubblicò l'opera l'Euclides restitutus, di notevole importanza matematica, successivamente si dedicò alla traduzione del Dei conici di Apollonio, voluta da principe Leopoldo. Nel 1661 Pisa si presentò come il teatro di una epidemia di febbri. Borelli studiò questo nuovo morbo e ne fece una descrizione in alcune lettere che inviò a Marcello Malpighi. Nel 1664 pubblicò il De rerum usu, completando le osservazioni anatomiche del Bellini L. con delle osservazioni fisiologiche. Sempre nel 1664 si occupò anche di astronomia, in particolare della cometa che era apparsa a dicembre di quell'anno. Nel 1666 nel Theoricae medieorum planetarum ex causis phisicis deductaem si interessò del movimento dei satelliti di Giove.
Borelli, parallelamente alle esperienze di matematica e fisica, si occupò di anatomia e soprattutto di fisiologia. Queste ultime esperienze gli saranno di estremo aiuto per la successiva elaborazione del De motu animalium. Sia l'anatomia che la fisiologia compiono in questi momenti dei progressi significativi, soprattutto grazie all'applicazione del metodo sperimentale alla fisiologia (William Harvey con la dimostrazione della circolazione del sangue). In questo periodo storico l'intento principale è quello di abbandonare il cieco empirismo al fine di porre le basi di quella che sarà la medicina moderna. Sotto questi auspici nasceva, grazie anche a Borelli, un nuovo movimento, la scuola iatromeccanica che agli inizi veniva anche chiamata scuola iatromatematica. Tuttavia, già nel 1665 sorgevano i primi dissidi e le prime inimicizie tra gli accademici del Cimento; Borelli era in dissidio soprattutto con Vincenzo Viviani, per cui cominciava a maturare il convincimento di ritornare a Messina. Il 18 marzo 1667, Borelli scrive al Principe Leopoldo e manifesta l'intenzione di lasciare Pisa adducendo il pretesto della salute. La partenza di Borelli dispiacque al Principe Leopoldo, il quale tuttavia non lo privò della sua stima. Secondo Francesco Redi, Borelli si pentì di aver lasciato Pisa. Con il ritorno a Messina si chiudeva la fase più feconda di risultati nella vita di Borelli.

### Messina (1667-1674)
Il ritorno di Borelli a Messina fu molto gradito dai cittadini di questa città, grazie sia al ricordo che avevano conservato e sia per la fama che Borelli aveva conquistato in Toscana. Nella città sicula, Borelli riprese l'attività di docente impegnandosi sullo studio dei fenomeni riguardanti l'astronomia e la fisiologia; nel 1669 pubblicò le Osservazioni intorno alle virtù ineguali degli occhi. Sempre nel 1669, fu incaricato dalla Royal Society di Londra per studiare l'eruzione dell'Etna. Alla descrizione dell'eruzione del vulcano fatta da Borelli si interessò anche il Principe Leopoldo.
Durante il soggiorno messinese, Borelli frequentò la casa del Visconte Ruffo, luogo nel quale, a quanto sembra, si cospirava contro il regime spagnolo. Questa attività cospiratrice culminò nella congiura del 1674 la quale, oltre a non provocare nessuna alterazione nella situazione politica, ebbe conseguenze disastrose per la cultura dell'isola. Borelli, per le sue idee e per il suo operare in nome della libertà e dell'indipendenza, fu accusato di ribellione e dovette espiare la sua colpa a Roma, un territorio non dominato dalla corona spagnola.

### Roma (1674-1679)
Borelli, esule e povero, raggiunse Roma nel 1674. Il poco avere che era riuscito a portare con sé gli fu derubato da un servo infedele. Malgrado queste tristi condizioni, egli non abbandonò l'attività intellettuale, anzi riprese lo studio al fine di portare a termine la sua più grande opera, il De motu animalium. Fortunatamente il Borelli incontrò a Roma la regina Cristina di Svezia, la quale avrebbe poi patrocinato la pubblicazione della sua opera capitale. A causa delle condizioni economiche in cui versava, Borelli dovette accettare l'ospitalità offertagli da B. Carlo Giovanni di Gesù nella sua casa di San Pantaleo. Il De motu animalium rappresenta il suo ultimo grande contributo per la conoscenza scientifica infatti, mentre lavorava su questa opera, fu colpito dalla malattia, probabilmente polmonite, che lo avrebbe condotto alla morte il 31 dicembre 1679. Prima di morire, Borelli, raccomandò la pubblicazione del De motu animalium a B. Carlo Giovanni di Gesù. L'edizione completa del De motu animalium porta la data: Romae idibus Augusti 1680.

## Studi

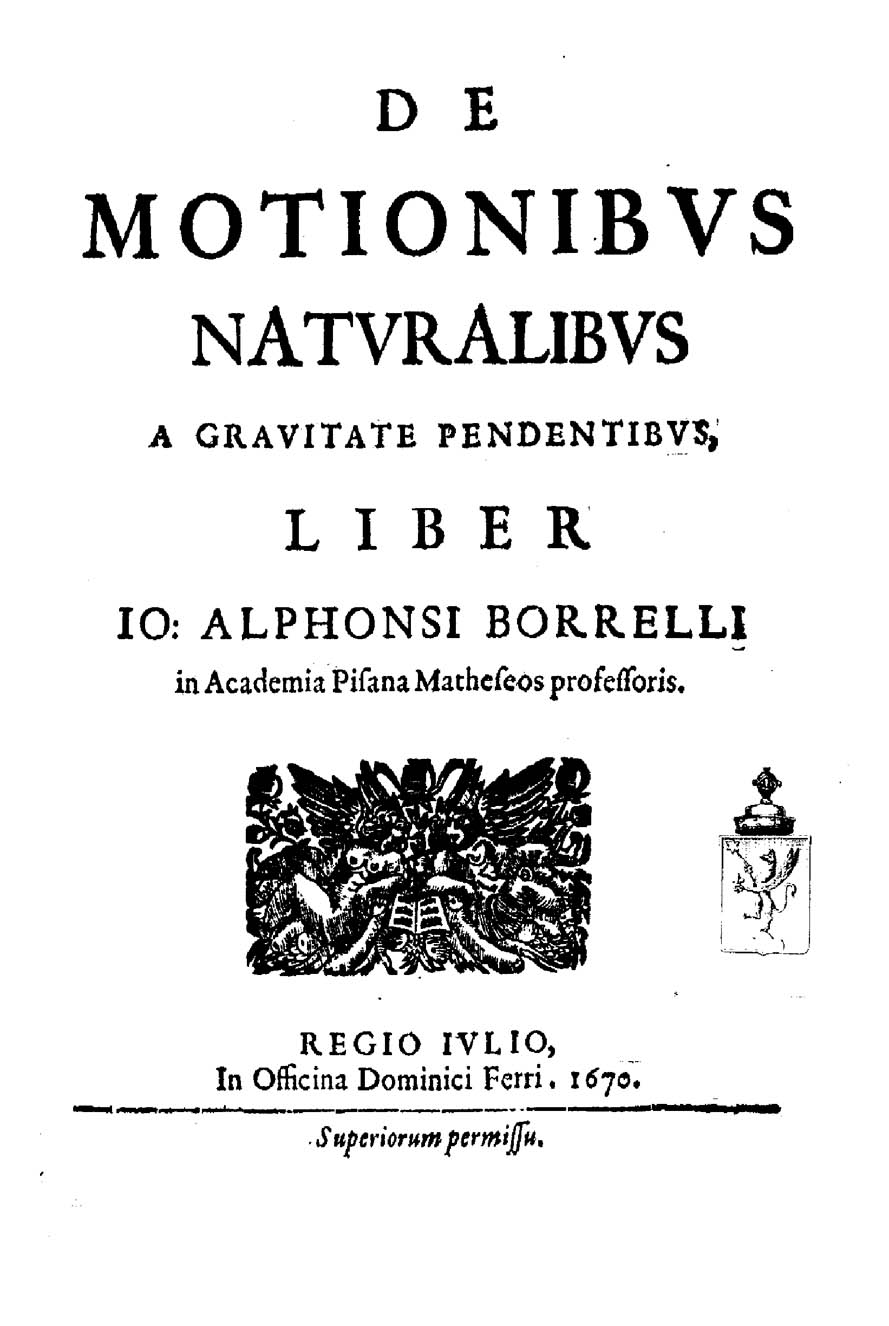
De motionibus naturalibus a gravitate pendentibus, 1670

### Fisiologia
L'opera più conosciuta del Borelli è il trattato De Motu Animalium (1680), uscito postumo, con il quale cercò di spiegare il movimento del corpo animale basandosi su principi meccanici, tentando di estendere all'ambito biologico il metodo di analisi geometrico-matematica elaborato da Galileo in ambito meccanico e per il quale si guadagnò il titolo di padre della iatromeccanica.

### Astronomia
Borelli si occupò anche di astronomia, elaborando una teoria generale sul moto dei pianeti, seppure limitatamente ai satelliti di Giove. Si suppone che la decisione di limitare lo studio a tali corpi fosse stata dettata dall'opportunità di non andare in contrasto con le teorie geocentriche imposte dalla Chiesa. Nel suo studio Theoricae mediceorum planetarum, sostiene che tutti i satelliti abbiano una naturale tendenza ad avvicinarsi a Giove, mentre la loro orbita circolare intorno ad esso li spingerebbe ad allontanarsene. Le forze contrapposte si equilibrerebbero: l'attrazione verso Giove sarebbe costante mentre la spinta contraria sarebbe inversamente proporzionale alla distanza dei satelliti da Giove. Borelli giustifica il moto delle orbite e la loro forma ellittica come una combinazione di forze tra "l'attrazione dei raggi solari" e i "raggi motori" originati da Giove.
Giovanni Alfonso Borelli, continuando i tentativi di Galileo sulla misurazione della velocità della luce, eseguì un esperimento utilizzando un sistema di specchi riflettenti sulla distanza tra Firenze e Pistoia, circa 35 km. Questo metodo fu poi ripreso dal francese Armand Hippolyte Fizeau che, nel 1849, riuscì a valutare una velocità di 283.000 km/s, molto vicino alla misura esatta.

## Opere
Elenco parziale:

Frontespizio di Euclides restitutus di Giovanni Alfonso Borelli (Pisa, 1658)

- Cagioni delle febbri maligne in Sicilia negli anni 1647-1648.
- Della cagioni delle febbri maligni, Pisa 1658.
- Euclides restitutus, sive prisca geometriae elementa, brevius, & facilius contexta, Pisa 1658.
- De Renum usu Judicium, Strasburgo 1664.
- Lettera del movimento della cometa apparsa il mese di dicembre del 1664 a Pisa, 1665.
- Theoricae mediceorum planetarum ex causis phisicis deductae, Pisa 1666.
- De Vi Percussionis, et Motionibus Naturalibus a Gravitate Pendentibus, Bologna 1667; Leida 1686
- Osservazioni intorno alle virtù ineguali degli occhi, Messina 1669.
- (LA) Historia et meteorologia incendii Aetnaei anni 1669, Reggio Calabria, Domenico Antonio Ferro, 1670.
- (LA) De motionibus naturalibus a gravitate pendentibus, Reggio Calabria, Domenico Antonio Ferro, 1670.
- De Motu Animalium.
  - 1ª parte, Roma 1680; 2ª parte, Roma, 1681.